# Troisdorf
Troisdorf (německy  ˈtroːsdɔrf), je město v německé spolkové zemi Severní Porýní-Vestfálsko. Leží v zemském okrese Rýn-Sieg ve vládním obvodu Kolín nad Rýnem. Město leží na soutoku řek Sieg a Agger. Řeka Sieg protéká dále na západ a vlévá se do Rýna. Město se nachází v Kolínské nížině na pravém břehu Rýna mezi městy Kolín nad Rýnem a Bonn. Svou polohou je také součástí regionu Bergisches Land. V roce 2021 zde žilo přes 75 tisíc obyvatel.

## Geografie
Torisdorf bývá v současné době někdy označován jako průmyslové město uprostřed zeleně díky své poloze. Město sousedí s dalšími městy, která leží nedaleko: na severu jsou to města Kolín nad Rýnem a Rösrath, na východě města Lohmar a Siegburg, jihovýchodně leží město Sankt Augustin, na jihu se rozprostírá Bonn a na jihozápadě pak Niederkassel.

### Administrativní uspořádání
- Altenrath (počet obyvatel 2.276)
- Bergheim (5.708)
- Eschmar (3.142)
- Friedrich-Wilhelms-Hütte (7.112)
- Kriegsdorf (3.179)
- Troisdorf-Mitte (17.018)
- Müllekoven (1.835)
- Oberlar (6.106)
- Rotter See (3.863)
- Sieglar (8.739)
- Spich (13.031)
- Troisdorf-West (5.616)

## Historie
Nejstarší známky osídlení dnešního Troisdorfu sahají do roku 832, kdy existovaly osady na území dnešních městských částí Eschmar a Sieglar. V roce 1075 je Torisdorf zmiňován pod názvem Truhtesdorf v dokumentech benediktinského opatství města Siegburg, v letech 1186-1512 náležel k panství knížat z Bergu. V letech 1512-1676 Troisdorf patřil k císařskému opatství v Michaelsbergu, poté až do roku 1813 opět knížectví v Bergu. V letech 1815-1918 byl městysem pruským.
K rozvoji města došlo v 19. století s příchodem průmyslové revoluce. Ve druhé polovině 19. století zde byly otevřeny dvě železniční trati a město se stalo významné pro průmysl a obchod. V následujících letech bylo založeno několik továren, mimo jiné továrna na výrobu rozbušek, v níž v červenci 1961 došlo v Troisdorfu ke dvěma masivním explozím, při kterých bylo město poškozeno.
V roce 1918 se Troisdorf stal součástí Výmarské republiky a hned v roce 1933 je ovládla NSDAP. Početná židovská komunita byla v letech 1938-1943 transportována do koncentračních táborů a zlikvidována. Spojenecké nálety z let 1943-1944 se zaměřily na průmyslovou oblast a nádraží, ale při bombardování byly zničeny i další veřejné stavby, mj. cenný gotický kostel s nástěnnými malbami v Bergheimu.
Během studené války sídlil v Troisdorfu 14. belgický dělostřelecký prapor. Městská práva získal Troisdorf v roce 1952. V srpnu 1969 po obecních reformách bylo k městu připojeno několik okolních obcí: obec Sieglar (dnešní městěské části Bergheim, Eschmar, Kriegsdorf, Müllekoven, Oberlar, Sieglar a Spich) a obce Friedrich-Wilhelms-Hütte a Altenrath.

## Obyvatelstvo
Až do 19. století žil ve městě malý počet obyvatel. Poté, co město zasáhla industrializace, začala populace růst. V roce 1895 zde žilo 2825 obyvatel, zatímco v roce 1968 to bylo již přes 18 tisíc obyvatel. V srpnu 1969 po začlenění několika obcí do města vzrostla populace až na 48 tisíc obyvatel. V roce 2012 měl Troisdorf přes 72 tisíc obyvatel.

## Památky

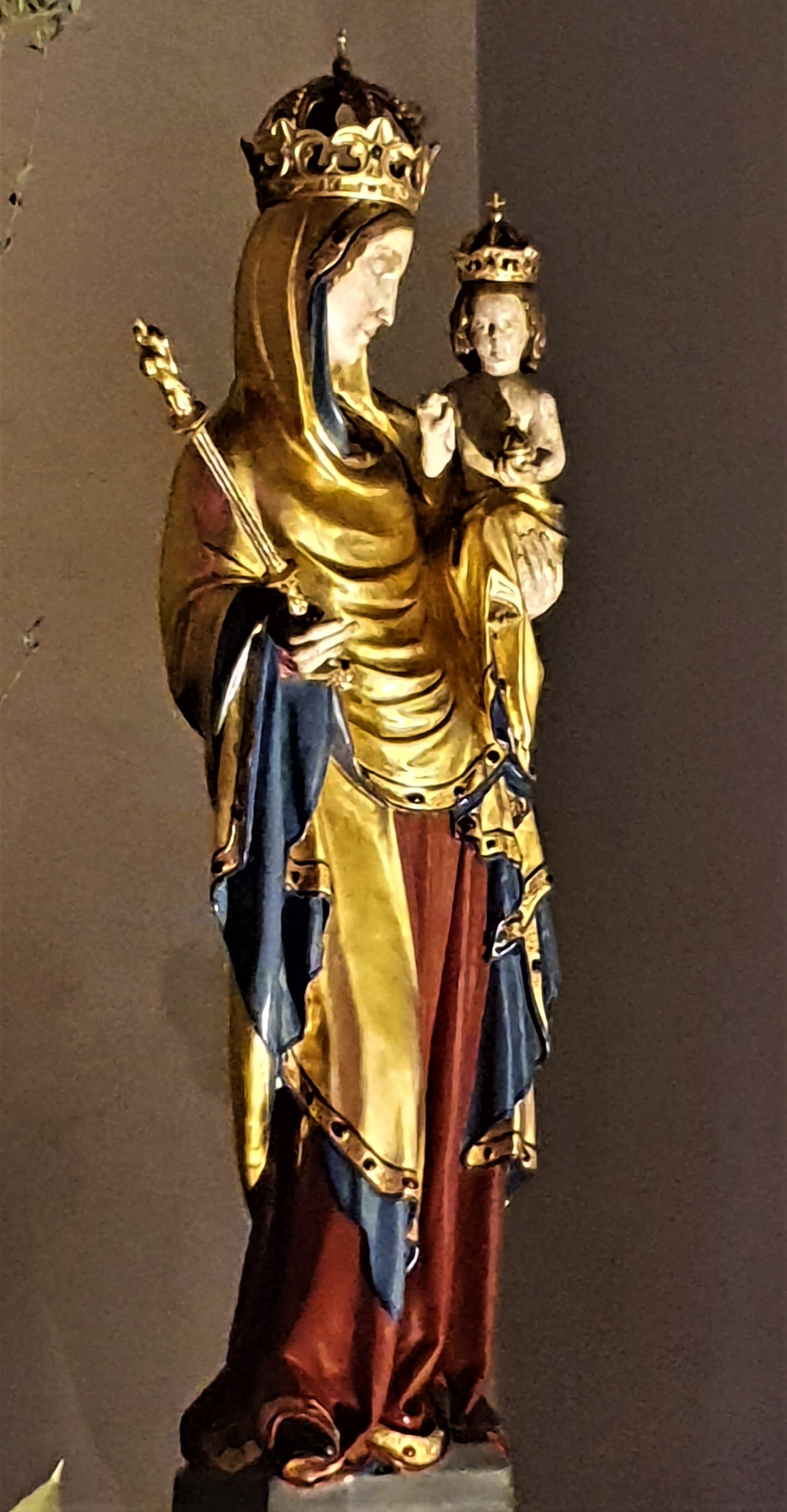
Troisdorfská gotická madona z kostela sv. Hypolita, Porýní 4. čtvrtina 14. století, koruny a detaile přeřezané v 17. století

- Hrad Wissem - vodní hrad založen v době karolínské (kolem r. 700); v první písemné zprávě z roku 1474 se uvádějí jako majitelé páni z Truhtesdorfu (Troisdorfu); klasicistní panský dům se středověkou hranolovou věží a barokní bání byl přistavěn roku 1840; je v něm muzeum knižní ilustrace; barokní brána a vojenský objekt remisy je součástí moderní radnice, budov ze 70. let 20. století, které hrad ze tří stran obklopují; ve dvoře kavárna a restaurace
- Římskokatolický kostel sv. Hypolita - založen v 11. století, vysvětil jej roku 1064 arcibiskup Anno II. z Kolína nad Rýnem. Ze středověkého chrámu se dochovaly jen fragmenty zdiva presbytáře a románská křtitelnice ze 12. století; druhý kostel byl postaven před rokem 1770, stržen a roku 1864 znovu postaven v novogotickém slohu. Po bombardování z roku 1944 zůstala stát dvě patra věže a koncha závěru. V letech 1963-1964 byl kostel znovu postaven, z té doby pocházejí vitráže a oltáře. V letech 2016-2018 byly postaveny fara, komunitní a rodinné centrum. Na postranním oltáři stojí gotická socha Troisdorfské madony z poslední čtvrtiny 14. století, restaurovaná v roce 1983.[3]; varhany firmy Rieger z roku 1963 mají 36 rejstříků a tři manuály. Dva ze tří zvonů ve věži jsou památné, datované letopočty 1500 a 1674.
- Farní kostel sv. Jiří v místní části Altenrath - trojlodní románská sloupová bazilika, úspěšně přečkala okolní bombardování, oltáře z roku 1910, restaurována v 60. letech 20. století
- Evangelický kostel sv. Jana - trojlodní novogotická emporová bazilika (rekonstruovaná po druhé světové válce),
- Bergerhof - budova hrázděného statku z roku 1865
- Hollstein - kvarcitová skála o rozměrech 9x6x4 metry, chráněná přírodní památka v místní části Spich, zčásti odsekána napoleonskými vojáky na štěrk ke stavbě silnice; v okolí archeologické naleziště z doby laténské
- Lesopark v centru města, má mj. zážitkové hřiště; tisíciletý dub musel být pokácen roku 2019

## Muzea
- Museum für Stadt- und Industriegeschichte - Městské mzeum
- Museum für Bilderbuchkunst und Jugendbuchillustration - Muzeum knižní ilustrace[4]

## Osobnosti
- Rupert Neudeck, německý novinář a humanitární pracovník; inicioval vztyčení stély- památníku válečných obětí a osazování stolpersteinů před židovskými domy
- Wilhelm Mülhens (1762-1841), německý parfumér, zakladatel slavné továrny na kolínskou vodu No 4711 v Kolíně nad Rýnem
- Jiří Nečas (1955 Brno–2018), český výtvarník a jazykovědec, žijící od roku 1997 v St. Augustinu u Bonnu; zúčastnil se sochařského sympozia, z něhož na hradě stojí jeho betonová lavička

## Partnerská města
- Évry, Francie (od roku 1972)
- Genk, Belgie (od roku 1990)
- Heidenau, Sasko, Německo (od roku 1991)
- Redcar and Cleveland, Spojené království (od roku 1991)
- Korfu, Řecko (od roku 1996)
- Nan-tchung, Čína (od roku 1997)
- Mušutište, Kosovo (od roku 2001)
- Özdere, Turecko (od roku 2004)

## Galerie

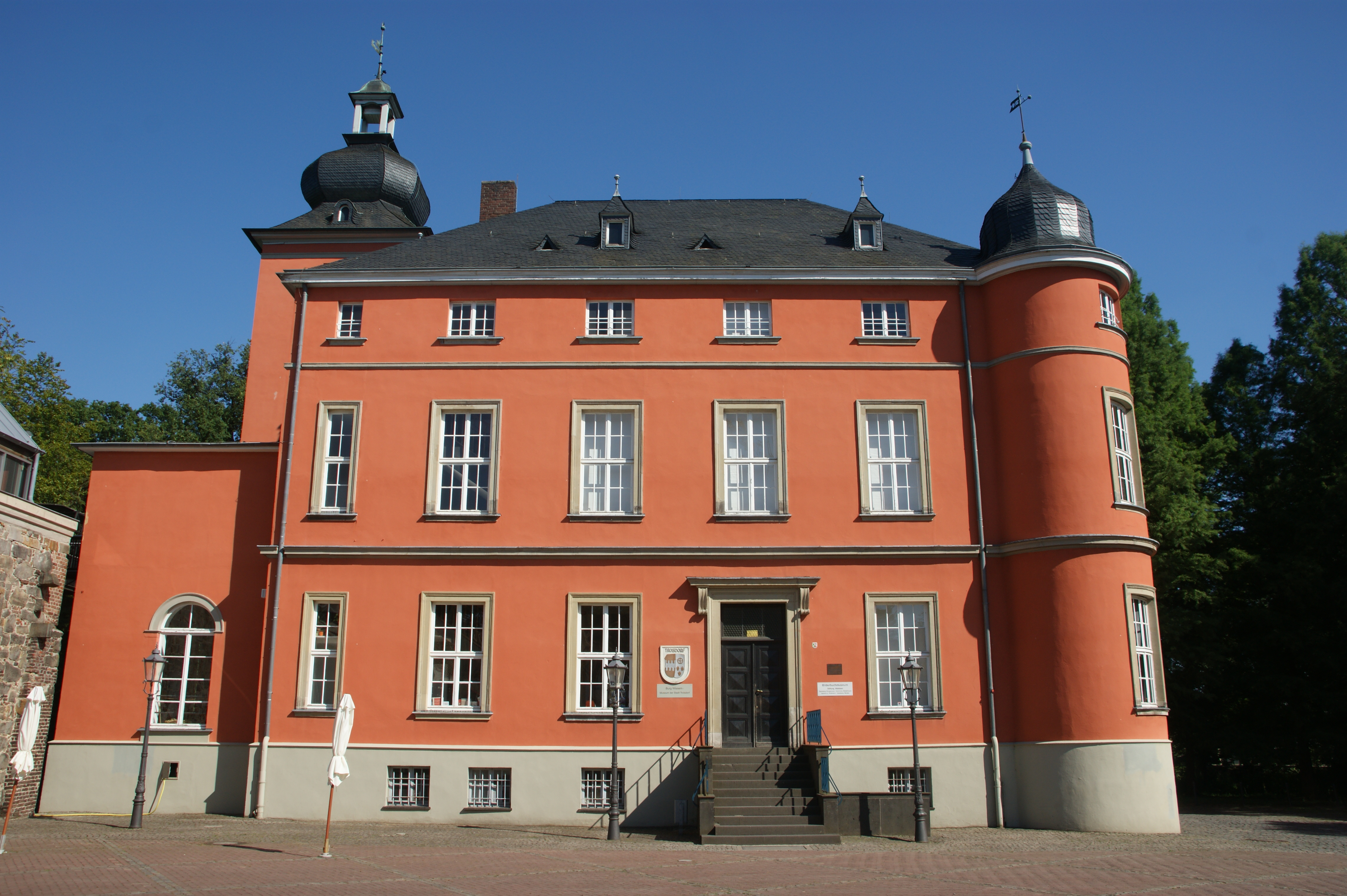
Hrad Wissem, stará radnice
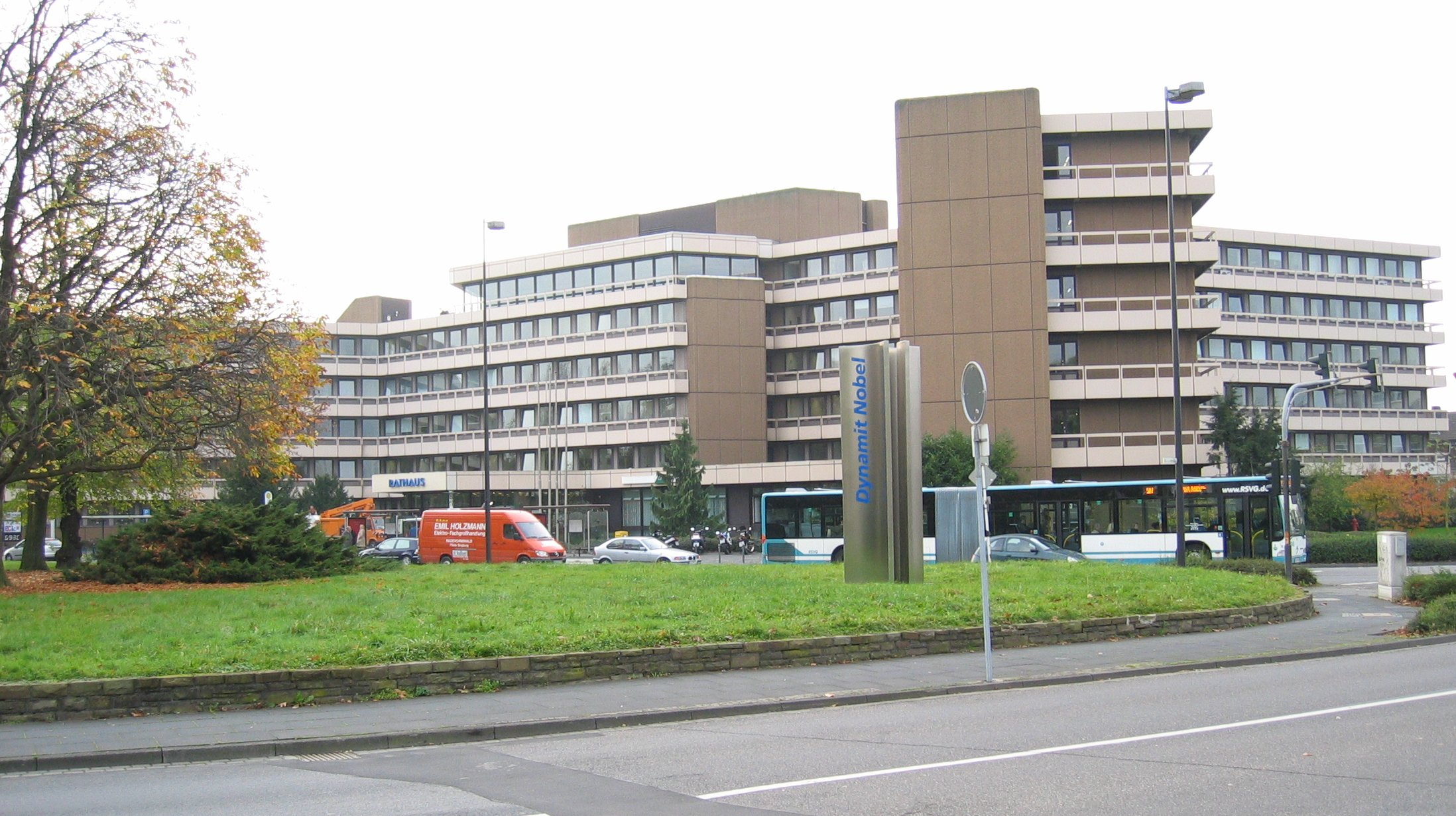
Nová radnice
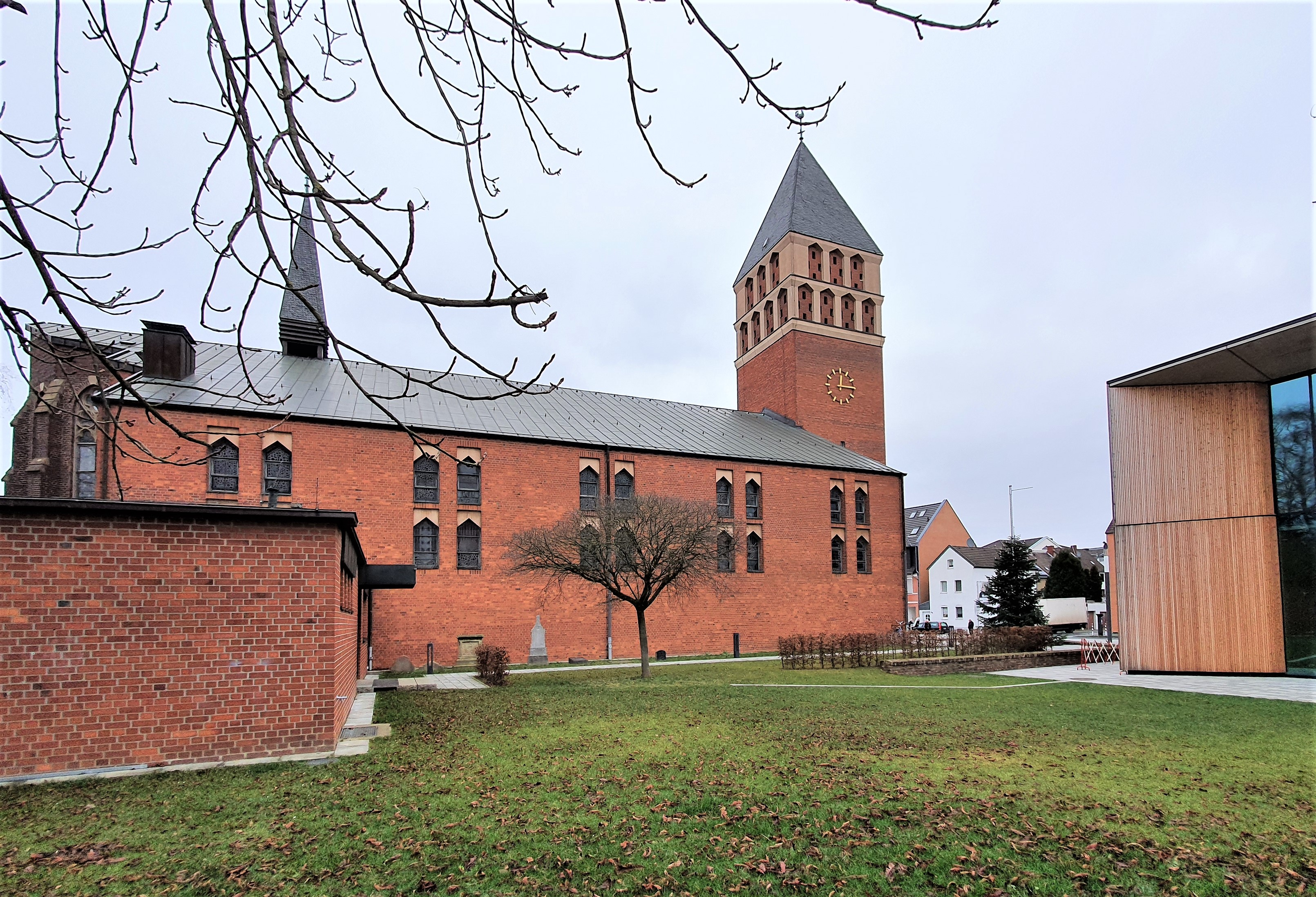
Kostel sv. Hypolita
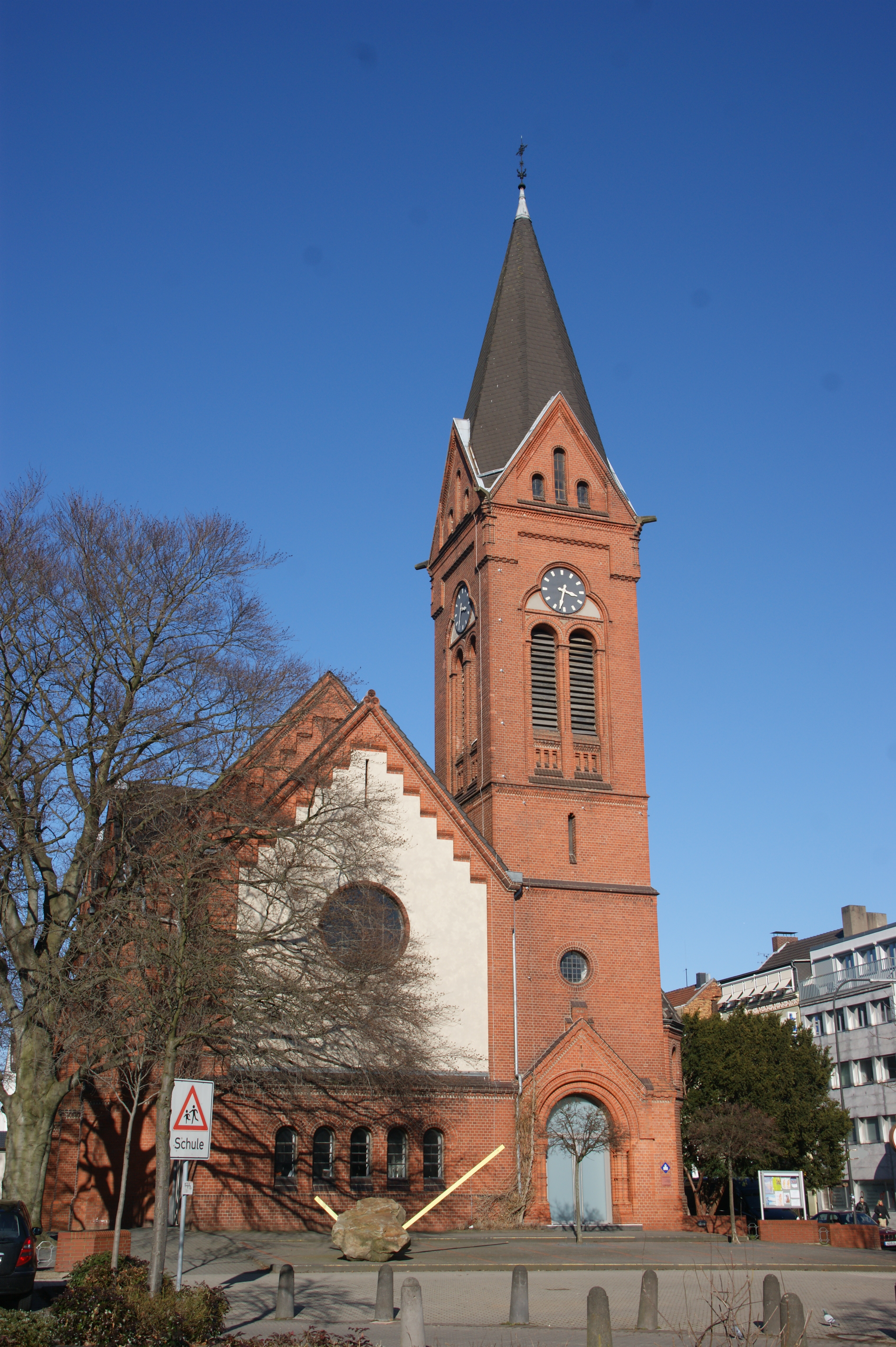
Evangelický kostel
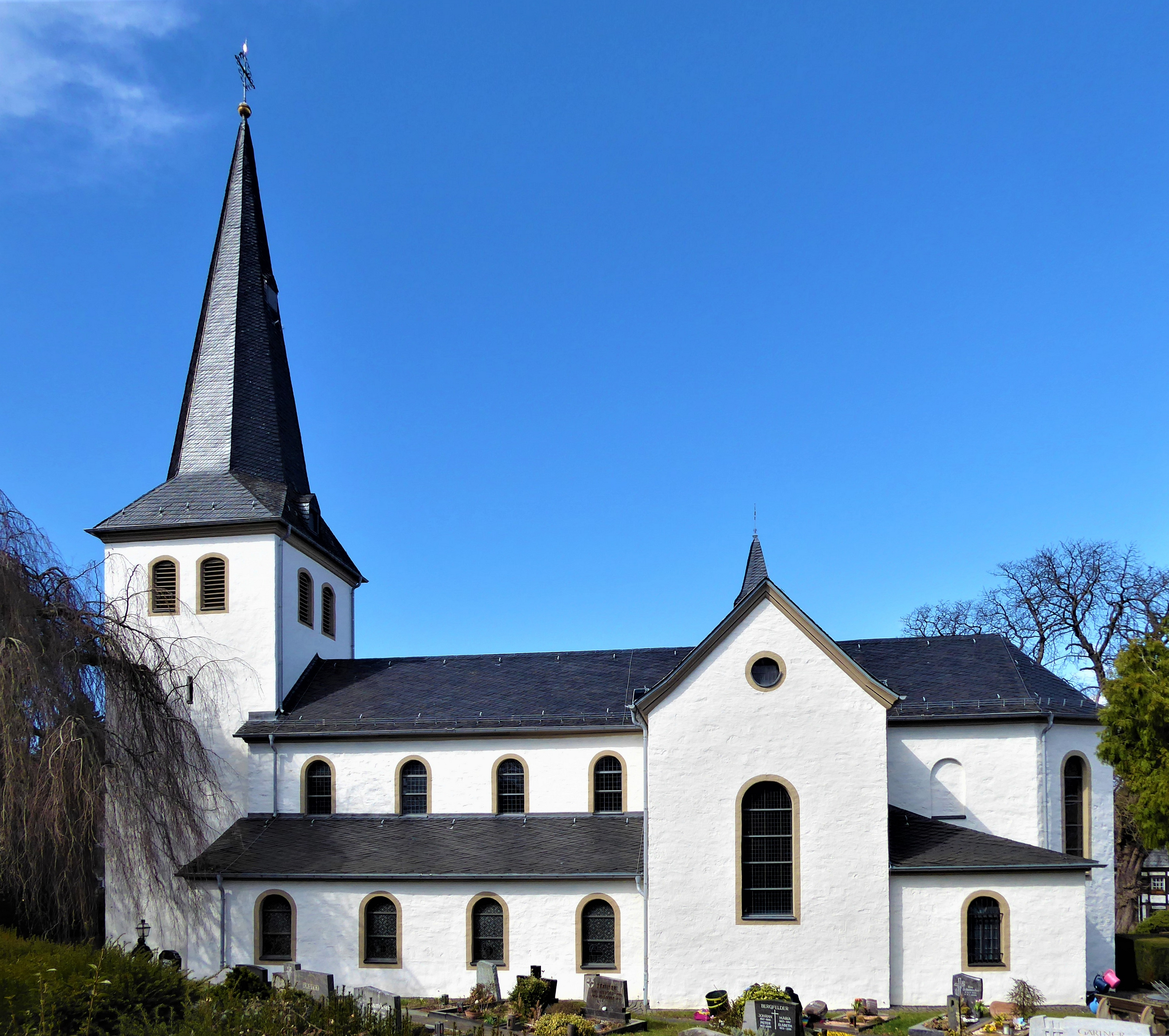
Kostel sv. Jiří, Altenrath
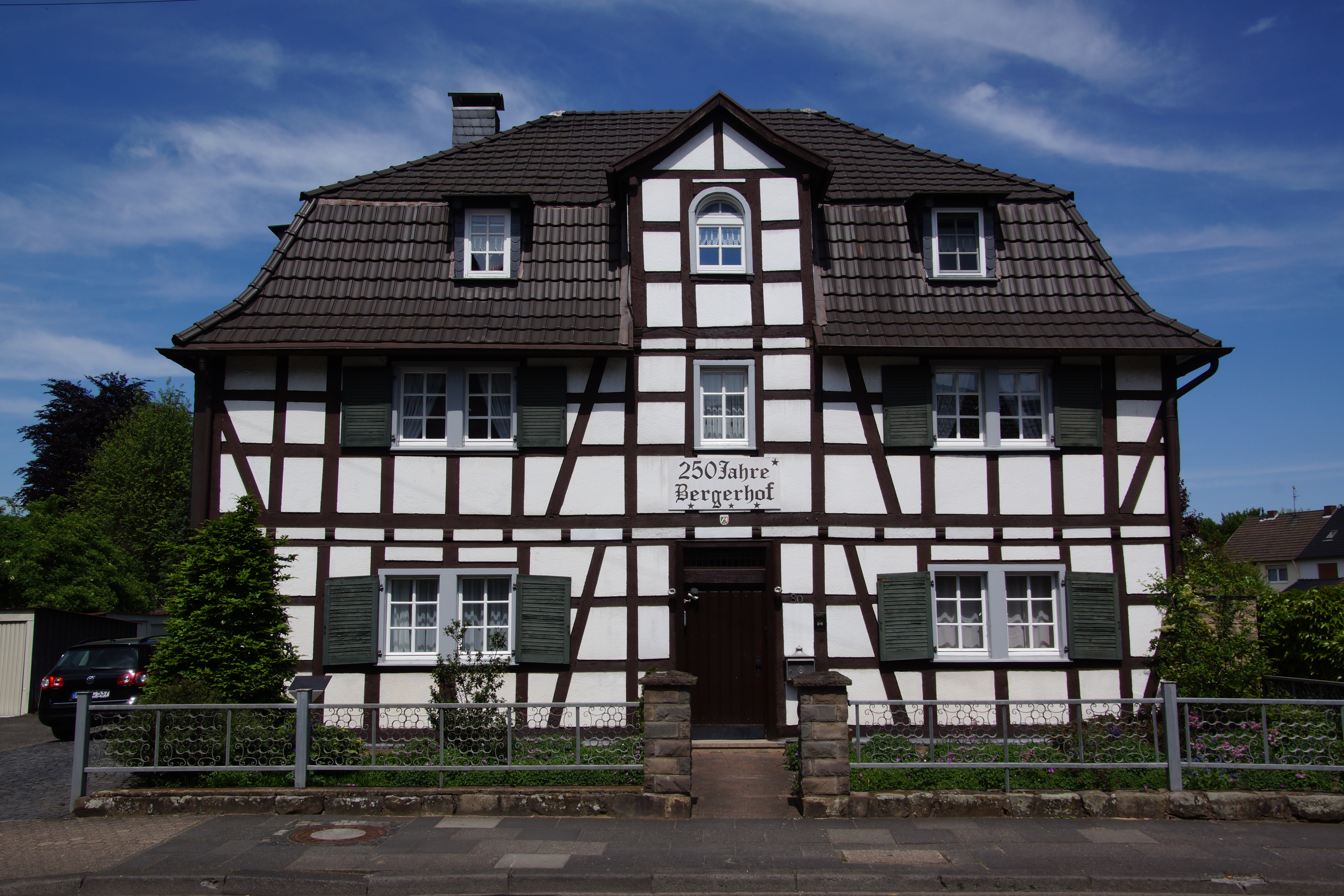
Bergerhof
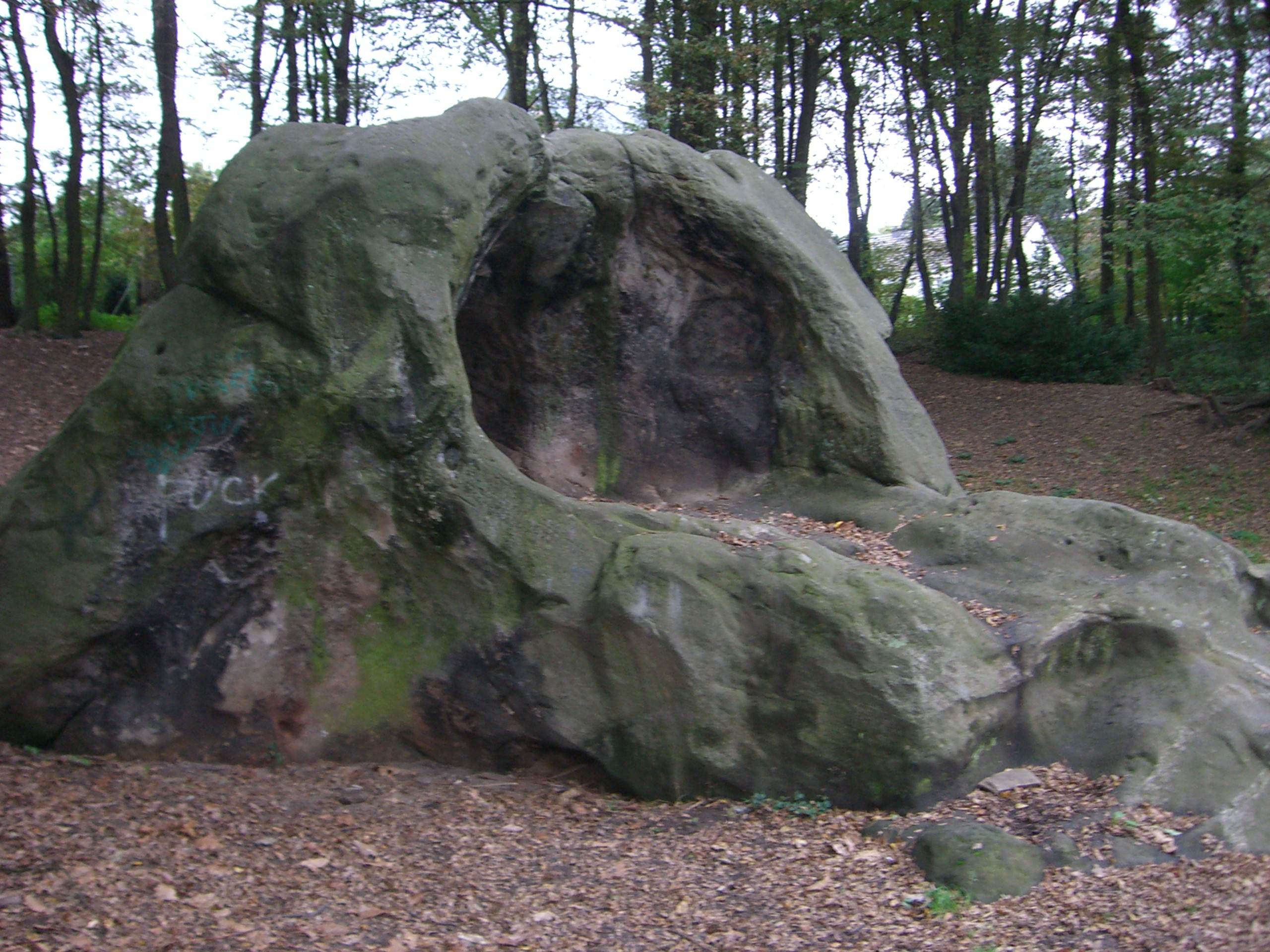
Hollstein
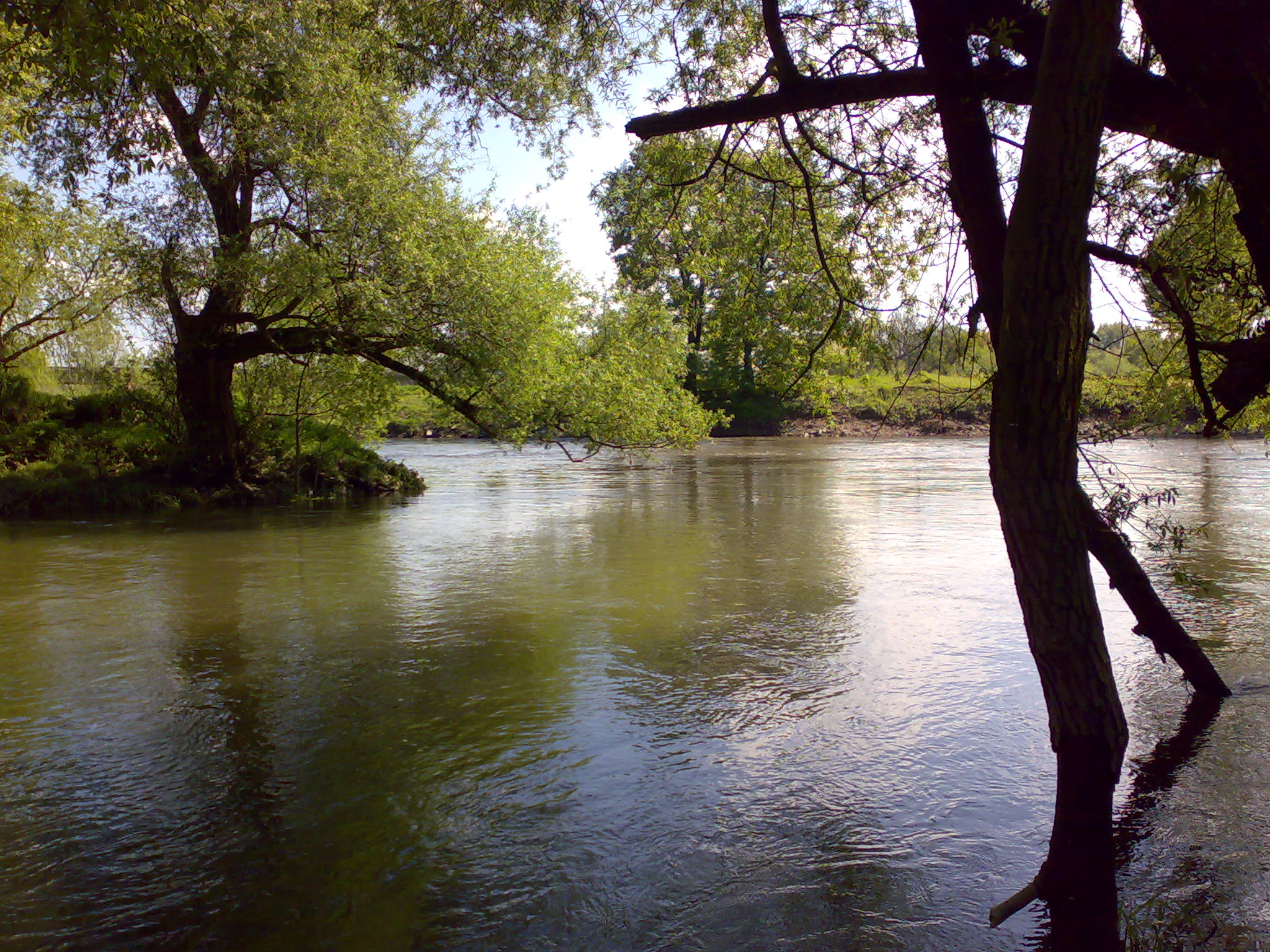
Soutok řek Sieg a Agger
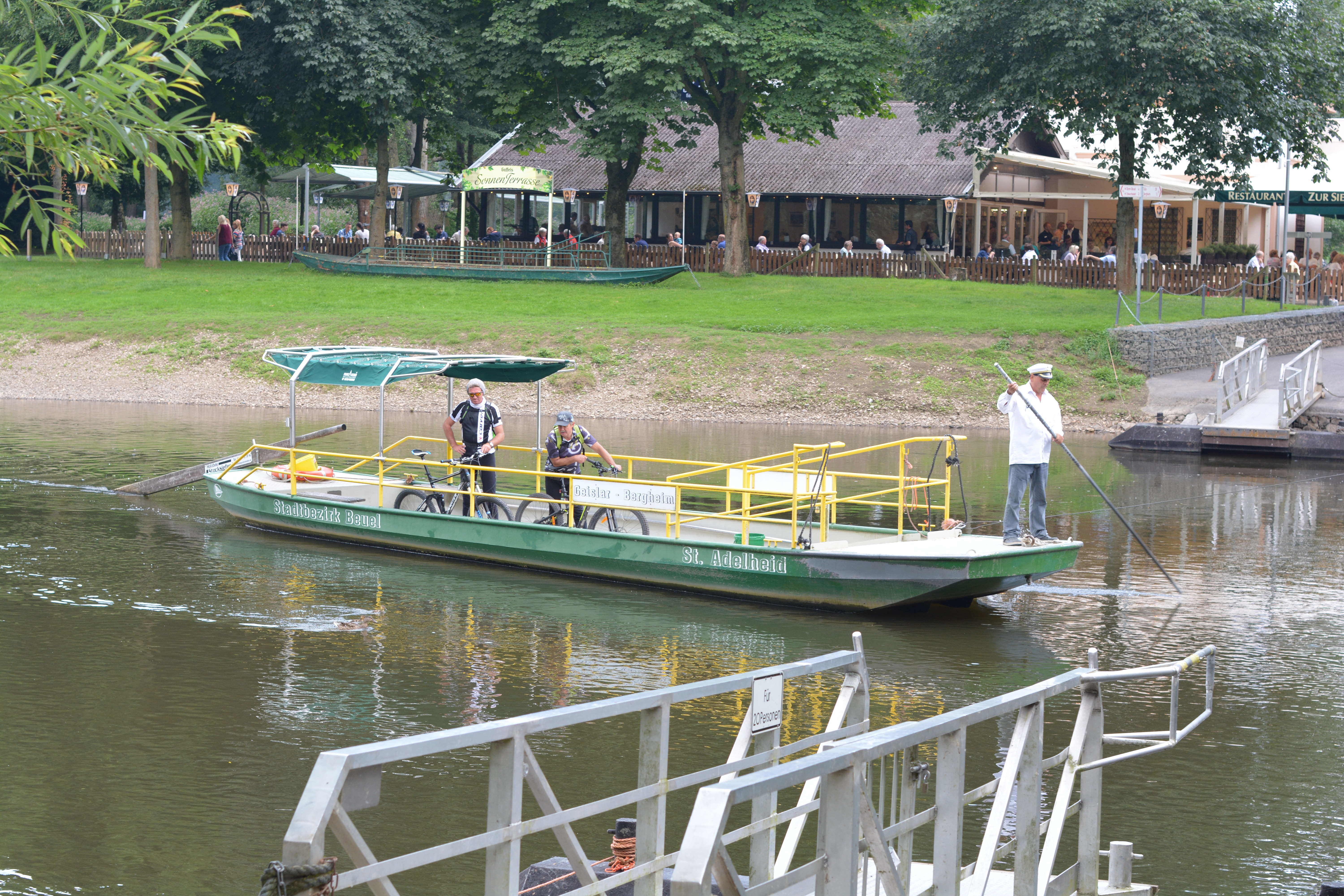
Přívoz v Bergheimu